# Pojačavač klase D

## Uvod
Pojačavači klase D su oni pojačavači kod kojih se izlazni tranzistori koriste kao prekidači. Kada je tranzistor isključen,struja kroz njega je nula. Kada se tranzistor uključi ,napon na njemu je mali,u idealnom slučaju je nula. U svakom slučaju,disipacija snage je veoma mala. Na ovaj način se poboljšava efiksnost, smanjujući potrebu za velikim napajanjem i gabaritnim hladnjacima, što predstavlja veliku prednost sa aspekta primjene u prenosivim uređajima koji se napajaju iz baterije.Pogrešno se često smatra da „D“ u nazivu potiče od riječi „digital“. To nije ispravno jer se tehnologija pojačavača klase D zasniva na analognim principima. Ne postoji nikakvo digitalno kodiranje signala.
Do skoro su ovi pojačavači bili relativno zapostavljeni, ali je uslijedio porast njihove popularnosi te su počeli veoma visoko da se rangiraju. To je zbog toga što ove pojačavače karakteriše visok stepen efikasnosti sa aspekta snage, viši nego kod bilo koje druge klase pojačavača ,iako ih sa druge strane karakterisu relativno slabe performanse,koje se posebno odnose na linearnost karakteristika.
Polja u kojima ovi pojačavači nalaze primjenu možemo podijeliti u dvije kategorije: polja visokih i niskih snaga. Polje niskih snaga varira od nekoliko mW do 5 W, dok kada se govori u kontekstu visokih snaga misli se na opseg od 80 – 1400W. Ovi pojačavači su u domenu niskih snaga našli primjenu u mobilnim telefonima, mini stereo-uređajima, audio sistemima za laptop računare. Ovi uređaji imaju napajanje koje potiče od baterije,pa je pažljivo raspolaganje snagom veoma bitno. Glavna primjena pojačavača klase D je u proizvodnji značajnijih količina korisne audio snage koja će poticati od jedne niskonaponske šine za napajanje. Dobar primjer je National Semiconductor LM4671, jednokanalni pojačavač koji predaje 2.1W snage zvučniku otpornosti 4Ω. Pojačavač se napaja sa jedne šine od 5V,koristeci kao prekidačku frekvenciju 300 kHz.Ovo je relativno nizak napon u poređenju sa standardnim pojačavačima snage i zahtijeva takozvanu H-bridge izlaznu strukturu koja će kasnije biti pojašnjena. Upotreba na polju velikih snaga podrazumijeva primjenu u sistemima kućnih bioskopa i sabvufera. U ovim slučajevima uređaji se napajaju iz mreže, pa energetska ekonomičnost nije prioritetna. Pojačavači klase D se u ovim slučajevima upotrebljavaju zato što disipaciju svode na minimum,samim tim smanjuju i potrebu za hladnjacima. Pojačavači klase D se takođe upotrebljavaju u audio sistemima za automobile, pružajući mogućnost za ostvarivanje snage od 1000 W i preko, na zvučnicima od 2Ω. U tom slučaju energetska efikasnost je bitna, jer je izvor napajanja limitiran akumulatorom od 12 V. 
Postoji i jedna međuoblast primjene ovih pojačavača,mimo dvije već pomenute -ona gdje se pojačavač napaja iz mreže,ali daje malu izlaznu snagu- na primjer stereo-uređaj koji daje 30 W na 8 Ω po kanalu.U ovom slučaju hladnjaci su najčešće mali, pa se ,eliminišući ih,ne postiže nikakva ušteda na cijeni. Napajanje će skoro sigurno biti u vidu torusa sa mostom u funkciji ispravljača, te ušteda u cijeni izbjegavanjem ove komponente, a primjenom pojačavača klase D nije značajna. Stoga primjena pojačavača u ovakvim slučajevima u ovom trenutku nije opravdana. 

## Istorija
Ideja o osnovnim principima funkcionisanja pojačavača klase D datira još iz 1950-ih godina. Međutim, ideja o kombinovanju visokih frekvencija i transformatora sa signalom na izlazu vjerovatno nije bila privlačna. Pojačavač klase D se prvi put javno pojavio u Engleskoj. To je bio Sinclair X-10, koji je davao 10W snage. Zatim je uslijedio X-20 sa ambicioznijih 20W. Glavni problem tadašnje tehnologije je bio taj što su bipolarni tranzistori davali suviše spor odziv na prekidačku frekvenciju koja je bila odgovarajuća. Ovaj problem izazvao je velike gubitke koji su podrivali upotrebu pojačavača klase D. Tek sa razvojem FET tranzistora sa njihovom karakteristikom brzog odziva dolazi do uspona u primjeni ovih pojačavača.

## Osnovni principi funkcionisanja
Pojačavači koji pripadaju klasi D drastično se razlikuju od onih koji pripadaju klasama A,B i G. Kod klase D ne postoje izlazne komponente koje rade u linearnom režimu. Umjesto toga one se uključuju i isključuju na ultrazvučnim frekvencijama ,dok se izlaz naizmjenično priključuje na napone napajanja. Kada se odnos trajanja pozitivnog i negativnog dijela ulaznog signala mijenja, dolazi i do promjene srednje vrijednosti izlaznog napona ,pri čemu do usrednjavanja dolazi usled rada filtra niskopropusnika ,ili induktivnosti samog zvučnika. Treba uočiti da je izlazni signal direktno proporcionalan naponu napajanja; ne postoji nikakvo bitnije odstupanje od izlaznog stepena,kao što je to slučaj sa pojačavačima klase B. Ovome doprinosi i upotreba negativne povratne sprege. Prekidačke frekvencije se kreću u opsegu od 50 kHz do 1 MHz. Više frekvencije povlače za sobom primjenu manjih i jednostavnijih filtara ,ali i veće gubitke i pojavu distorzije.
Klasičan metod generisanja pobudnog signala jeste upotreba diferencijalnog komparatora. Jedan ulaz se pobuđuje ulaznim audio signalom ,a drugi testerastim signalom na određenoj frekvenciji. Osnovni model pojačavača klase D je prikazan na slici 1 ,dok je princip modulacije širine pulsa prikazan na slici 2.
Slika 1.
Slika 2.
Kada je cilj proizvesti što je moguće veću snagu iz slabog izvora napajanja kao što je 5V, koristi se H-bridge sklop (slike 3.1, 3.2, 3.3). On omogućava dvostruki prolaz signala kroz opterećenje i samim tim,teoretski, četvorostruku snagu. Takođe dozvoljava pojačavaču prebicavanje sa jednog na drugi napon napajanja bez upotrebe velikih kondenzatora nepouzdane linearnosti na izlazu. Ovaj metod se još zove i Bridge-Tied Load, ili BTL. 
Upotreba dva pojačavača na izlazu zahtijeva donekle složeniju građu izlaznog filtra. Ako se upotrijebi jednostavan dvopolni filtar prikazan na slici 4a, prekidačka frekvencija „zaobilazi“ opterećenje, ali će provodnici koji vode do njega dovesti veliki dio srednje vrijednosti signala sa izlaza označenog sa OUT. Izbalansirani filtar je stoga često u upotrebi ,i to u jednoj od varijanti prikazanih na slikama 4b i 4c. Slika 4d prikazuje četvoropolni izlazni filtar.
Slika 3.1

Slika 3.3
Posmatrajmo pojačavač sa slike 1. Pretpostavljamo da važi da je V − = −V +. Pojačavač se sastoji od komparatora koji pokreće tranzistore koji se ponašaju kao prekidači. Pojačavač ima dva ulaza: na jedan se dovodi testerasti signal, na drugi audio signal. Frekvencija testerastog signala mora biti znatno viša od frekvencije audio signala. Napon na izlazu iz komparatora se može zapisati kao:
Vc = −V1 za Vs > Vt Vc = +V1 za Vs < Vt
Ovaj napon se dovodi na ulaz u MOSFET-ove .Svaki od pojačavača se ponaša kao porekidač. Za Vc= -V1 M1 je uključen dok je M2 isključen. Ako je pad napona na M1 zanemarljiv, važi da je V’o = V +.Slično, za Vc=+V1 ,M2 je uključen, M1 je isključen i važi da je Vo'=V-. U praksi postoji pad napona na MOSFET-ovima ,tako da je amplituda napona na izlazu nešto manja od amplitude napona napajanja. Za slučaj kada je Vs=0, V’ je pravougaona povorka impulsa. Filtar niskopropusnik propušta ka zvučniku srednju vrijednost tog signala, a to je 0. Slijedi da je Vo=o za Vs=0. Elementi R1 i C2 kompenzuje induktivnost zvučnika, kako bi filtar na visokim frekvencijama „vidio“ otporničko opterećenje. 
Na lsici 1a su prikazani talasni oblici signala za slučaj kada je Vs ima sinusni oblik. Radi ilustracije ,pretpostavimo da je fS = 1 kHz a fT = 20 kHz. Amplituda sinusnog signala je 0.75Vtp. Za Vs > 0, trajanje pravougaonog impulsa se mijenja tako da Vo’ ima pozitivnu srednju vrijednost. Slično za Vs < 0, Vo’ ima negativnu srednju vrijednost. Za talasni oblik Vo’ se kaže da ima modulisanu širinu pulsa(slika 2). Pasivni filtar koji se sastoji od L1 i C1 propušta srednju vrijednost Vo’, a odstarnjuje komponente koje se nalaze na prekidačkoj frekvenciji. 
Efektivna vrijednost pojačanja se može odrediti primjenom jednosmjernog napona na ulaz, zatim računanjem odnosa Vo’/Vs ,gdje je Vo’ srednja vrijednost signala Vo’. Ako se poveća Vs, Vo’ se linearno povećava dok ne dostigne vrijednost Vop,koja odgovara graničnoj pozitivnoj vrijednosti napona na izlazu. Ovo se dešava kada je Vs=Vtp. Slijedi da je pojačanje k:
k=(Vo’)/Vs = Vop/Vtp. 
Prenosna funkcija filtra je:
{\displaystyle Vo/Vo'=1/((s/Wc)+(1/Qc)^{2}*(s/Wc)+1)}
gdje je Wc=2πfc rezonantna učestanost a Qc je faktor dobrote. 
Prenosna funkcija pojačavača je:
{\displaystyle (Vo1'-Vo2')/Vs=(-Rf*(R3+R4)*(1+s/W1))/(R2*R5*(S^{2}/W1*W2+S/W2+1))}
Da bi se postigao minimum distorzije potrebno je da je frekvencija testerastog signala što veća u poređenju sa graničnom frekvencijom filtra. 
Da bi se poravile performanse pojačavača često se primjenjuje negativna povratna sprega.Ulaz operacionog pojačavača se ponaša kao integrator.
Učestanost pola mora biti manja od prekidačke učestanosti. Pošto integrator ima veliko pojačanje za DC signale on smanjuje DC ofset na izlazu. 
Pojačavači klase D se često realizuju sa takozvanom bridge konfiguracijom ,u cilju povećanja izlazne snage bez povećanja napona napajanja(slika 3.1).

## Tehnologija
Teorija pojačavača klase D se može okarakteriasti kao jednostavna i elegantna,ali u praksi veoma brzo počinju da se javljaju različiti problemi. 
Dok FET tranzistori snage imaju skoro beskonačnu ulaznu otpornost gejta, oni zahtijevaju značajniju količinu struje da ih pokreće na višim frekvencijama usled izraženih kapacitivnosti elemenata. FET-ovi, za razliku od bipolarnih tranzistora zahtijevaju pobudu i do nekoliko volti.To zapravo znači da je pobudni napon za FET prikazan na slici 1 iznad vrijednosti pozitivnog napona šine za napajanje. U mnogim slučajevima kao rešenje se koristi katodno opterecenje koje se napaja spolja,a u svrhu napajanja gejta. Kako šine za napajanje nisu dovoljne,to su potrebna posebna rešenja. 
Moćniji pojačavači obično imaju Šotkijeve diode priključene na šine za napajanje,koje prigušuju povratne impulse generisane od strane induktivnog opterećenja. Ovo se ne realizuje samo radi zaštite izlaznog stepena,već i radi poboljšanja efikasnosti.
Primjena negativne povratne sprege u svrhu redukcije distorzije se dodatno komplikuje usled talasne prirode izlaznog signala. Povratna sprega se može sprovesti sa tačke nakon izlaznog filtra, ili alternativno sa tačke na ulazu u filtar ,ali se onda mora sprovesti kroz filtar koji će odstraniti prekidačku frekvenciju. U oba slučaja filtriranje dovodi do faznog pomjeraja čime se ograničava upotreba negativne povratne sprege, a da pritom Nyquist-ovi kriterijumi stabilnosti ostanu zadovoljeni.
Ostala moguća poboljšanja su odabir ulaznog pojačanja kao i dodavanje elemenata koji će sinhronizovati prekidače u sklopovima pojačavača, kako bi se izbjeglo generisanje neželjenih audio signala.
Na slici 5 se može vidjeti pojačavač koji ima implementirana sva ova poboljšanja.
Slika 5.

## Zaštita
Svi tipovi realizacije pojačavača klase D na tržištu imaju ugrađene zaštitne sisteme u svrhu prevencije velikih struja i visokih temperatura komponenti.
Na objavljenim šemama pojačavača uočava se odsustvo zaštite od DC ofseta. Razumljivo je da postoji malo entuzijazma po pitanju dodatnih releja na stereo-uređajima,zato što postoji mogućnost da troše više snage od samog pojačavača. Ali iznenađujuća je činjenica da ovakva zaštita ne postoji ni kod pojačavača mnogo veće snage,gdje su problemi potrošnje i veličine zanemarljivi. Postavlja se pitanje da li su ovi pojačavači zaista pouzdani.
Većina sistema sa pojačavačima klase D ima ugrađenu zaštitu u slučaju preniskih napona.Ukoliko napon napajanja padne ispod određene vrijednosti, može se desiti da se gejt ne može pobuditi ,te se samim tim i onemogućuje rad FETa,uslijed čega dolazi do pretjerane disipacije snage. Problem se rešava dodavanjem kola za blokiranje rada usled preniskih napona. Ovo kolo onemogućava pretjeranu potrošnju snage, doduše sve to u standby modu. 

## Izlazni filtri
Funkcija izlaznih filtara je prevencija odavanja zračenja na prekidačkim frekvencijama kod pojačavača koji imaju sporvedene kablove prema zvučnicima,kao i poboljšanje efikasnosti. Induktivnost samog kalema u zvučniku je generalno takva da sama može prouzrokovati prolaz izvjesnog dijela energije signala na prekidačkoj frekvenciji kroz nju ka masi,na taj način dovodeći do značajnih gubitaka. Dok neke realizacije pojačavača malih snaga nemaju nikakav ugrađen filtar, većina pojačavača klase D posjeduje sekundarni filtar između izlaza pojačavača i zvučnika. U nekim slučajevima se koriste i četvoropolni filtri. Obično se koristi Butterworth filtar radi dobijanja maksimalno ravnog frekvencijskog odziva.
Mikrofoni, čak i najjednostavniji su daleko od toga da budu okakakterisani kao otpornička opterećenja.Zbog toga je iznenađujuće da postoje proizvođači koji daju jednačine koje opisuju rad filtra s tom pretpostavkom. Kada je potrebno koristiti pojačavač priključen na mikrofon nepoznate impedanse ,filtar može funkcionisati samo na osnovu tih,prihvatljivih, pretpostavki zbog čega postoje varijacije i ograničenja u frekvencijskom odzivu.
Vrijednosti induktivnosti variraju između 10μH–50μH što je značajno više od 1μH–2μH ,koliko iznosi induktivnost kalemova sa vazdušnim jezgrom korištenih u realizaciji pojačavača klase B u cilju održavanja stabinosti. Dakle,potrebno je koristiti kalemove sa feritnim jezgrom ,pri čemu se mora voditi računa o tome da oni ne ulaze u zasićenje pri maksimalnim vrijednostima izlaznih signala.
Izlazni filtri (Slika 4.)

## Efikasnost
U teoriji, efikasnost pojačavača klase D je 100%. U praksi,međutim,matematičke idealizacije ne važe, te je u realnosti njihova efikasnost između 80% i 90%, za sve vrijednosti izlaznog signala. Za veoma male snage karakteristika efikasnosti strmo opada uslijed postojanja fiksnih gubitaka u pojačavaču čak i kada nema izlaznog signala.
Gubici u izlaznom stepenu se javljaju iz nekoliko razloga. Najvažniji su:
1)FET-ovi na izlazu nikada nemaju nultu otpornost. Vrijednost otpornosti se kreće u opsegu 100 do 200mΩ ,i može se duplirati pri porastu temperature elemenata sa 0 na 150◦C, tj.do maksimalne radne temperature. 
2) Izlazni elementi se ne uključuju i isključuju momentalno,tj. potrebno je određeno vrijeme da bi se to realizovalo. U trenucima kada se FET-ovi uključuju i isključuju oni imaju konačnu otpornost koja opet uzrokuje Džulove gubitke. Od velike je važnosti što je moguće više smanjiti takozvane “lutajuće” induktivnosti u sorsu i drejnu, koje uzrokuju povećanje vremenskog intervala potrebnog za uključivanje i isključivanje FET-ova ,kao i krakotrajne prenapone u trenutku uključivanja, zbog čega može doći do preopterećenja FET-ova.
3) povratni impusli generisani od strane induktivnog opterećenja mogu da izazovu provođenje parazitnih dioda koje su sastavni dio konstrukcije FET-ova. Ove diode imaju relativno dug period prelaska iz direktnog u inverzni režim, zbog čega protiče više struje nego što je potrebno. Mnogi pojačavači klase D u svrhu prevencije ovog problema imaju Šotkijeve diode priključene između izlaza FET-a i šina za napajanje(slika 5 ). One se uključuju na nižim naponima od parazitnih dioda u FET-ovima i na taj način regulišu povratne impulse.Takođe imaju mnogo kraći period prelaska iz jednog u drugi režim rada.
4)Posljednje, i vjerovatno najopasnije ,jeste fenomen koji je poznat pod imenom proboj. Ovaj termin se odnosi na situaciju kada jedan od FET-ova nije prestao s provođenjem do trenutka kada je drugi počeo da provodi. To dovodi do praktično kratkog spoja između šina za napajanje,zbog čega dolazi do oslobađanja ogromnih količina toplote. Ova situacija se sprečava uvođenjem takozvanog ‘dead-time’ kola, koje odlaže početak rada gejta onog FET-a koji tek treba da počne da provodi ,za neko vrijeme. Uvođenje ovog kola unosi distorziju, pa se njegova primjena svodi na minimum.
Na slici 6 se može vidjeti grafik energetske efikasnosti pojačavača klase D.
Slika 6.

## Literatura
Introduction to Electroacoustics and Audio Amplifier Design, Second
Edition - Revised Printing, by W. Marshall Leach, Jr., published by Kendall/Hunt
Class D Audio Amplifier Basics,by Jun Honda & Jonathan Adams